# Vreelandbrug
De Vreelandbrug is een monumentaal brugcomplex in het Nederlandse dorp Vreeland. De brug overspant de (Utrechtse) Vecht.
De ophaalbrug is aangelegd in de provinciale weg 201 die ter hoogte van Vreeland de Vecht kruist. De brug vormt met brugwachterswoning een rijksmonumentaal complex dat in 1939-1940 is gebouwd naar ontwerp van Willem Dudok. Het oorspronkelijke bedieningshuisje op de brug is in 1997 vernieuwd. In 1970 is een tweede brugwachterswoning bijgebouwd.
Het beweegbare deel van de brug bestaat uit twee stalen hameipijlers op een vierkante grondpijler. De balanspriemen en de midden- en eindbalk van de ophaalbrug hebben een stalen vakwerkconstructie en zijn door middel van twee stangen verbonden met het stalen rijdek.

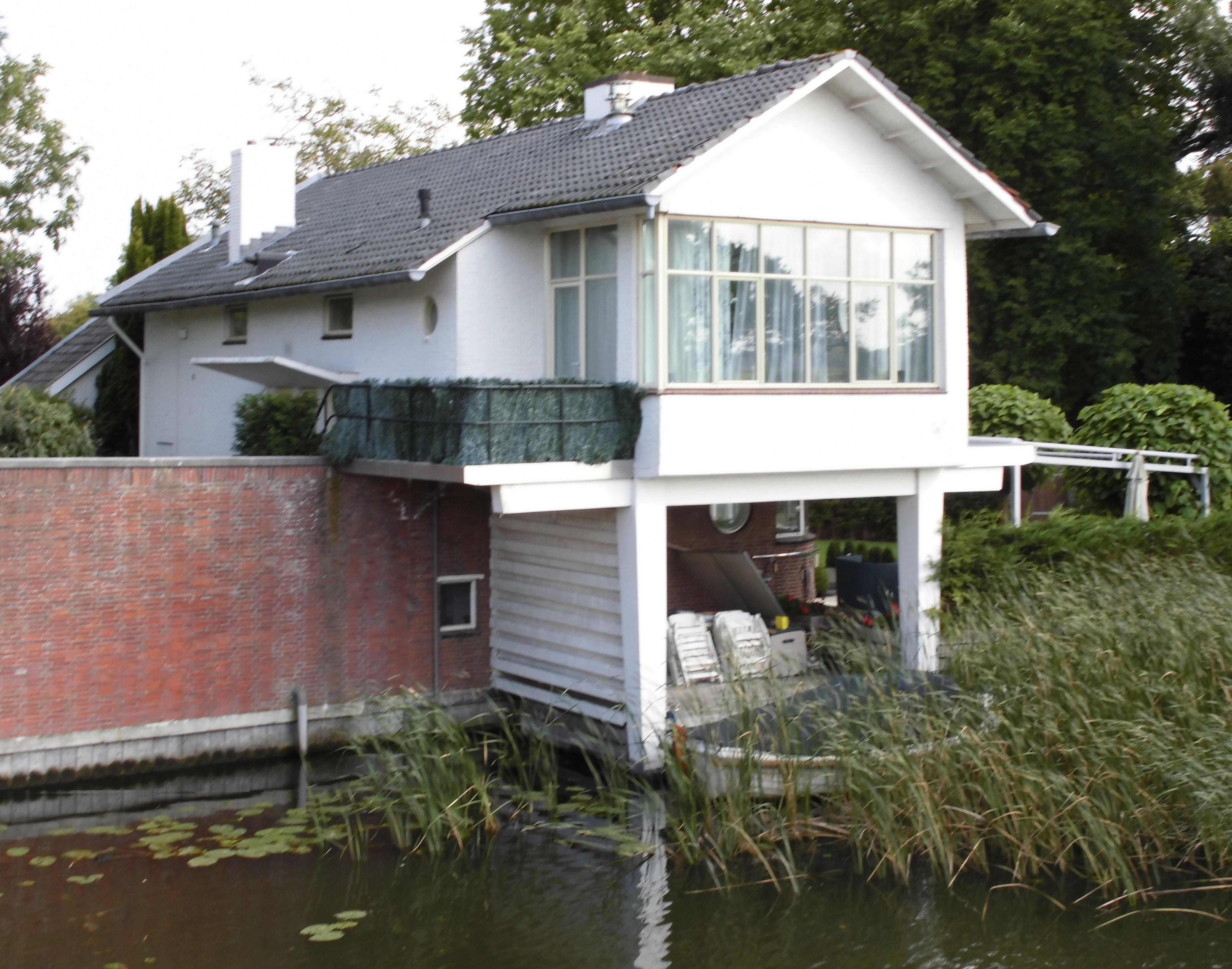
Brugwachterswoning